# Theotima lawrencei
Espèce
Theotima lawrencei est une espèce d'araignées aranéomorphes de la famille des Ochyroceratidae.

## Distribution
Cette espèce est endémique du Congo-Kinshasa.

## Étymologie
Cette espèce est nommée en l'honneur de Reginald Frederick Lawrence.

## Publication originale
- Machado, 1964 : Ochyroceratidae nouveaux d'Afrique (Araneae). Annals of the Natal Museum, vol. 16, p. 215-230.